# ایستگاه توکیو

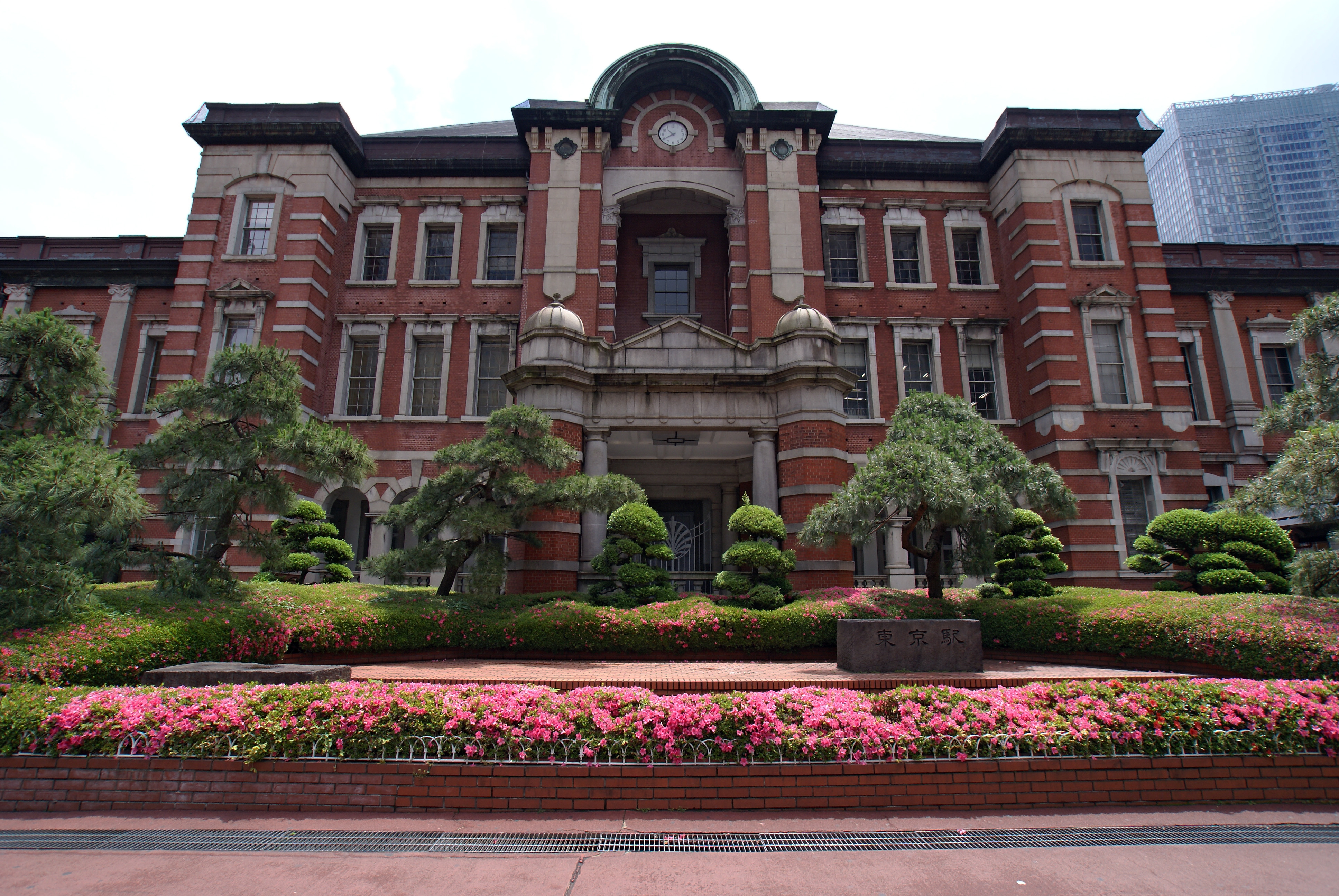
ساختمان ایستگاه توکیو.

ایستگاه توکیو (به ژاپنی: 東京駅) ایستگاهی است که در منطقه مارونواوچی در چیودای توکیو پایتخت ژاپن واقع شده است. این ایستگاه پررفت‌وآمدترین ایستگاه قطار از نظر تعداد توقف قطارها در ژاپن است. هر روز بیش از ۳۰۰۰ قطار در این ایستگاه توقف دارند. همچنین از نظر تعداد مسافرین در میان ایستگاه‌های شرکت راه‌آهن شرق ژاپن رتبه پنجم را به خود اختصاص داده است. ایستگاه توکیو ایستگاه مبدأ و ترمینال بسیاری از خطوط شینکانسن در ژاپن است. همچنین امکان دسترسی به تعداد زیادی از خطوط جی‌آر و شبکه متروی توکیو در این ایستگاه وجود دارد.

## نام خط‌هایی که در ایستگاه توکیو توقف دارند
- جی آر، شرکت راه‌آهن شرق ژاپن
  - ■ خط تندروی چوئو
  - ■ خط که‌ایهین-توهوکو
  - ■ خط یامانوته
  - ■ خط توکائیدو
  - ■ خط یوکوسوکا
  - ■ خط تندروی سوبو
  - ■ خط کییو
- خطوط شینکانسن متعلق به جی آر، شرکت راه‌آهن شرق ژاپن
  -  آکیتا شینکانسن مسیر بین موریکو و آکیتا (秋田新幹線)
  -  ناگانو شینکانسن مسیر بین توکیو و ناگانو (長野新幹線)
  -  جواتسو شینکانسن مسیر بین توکیو و نیگاتا (上越新幹線)
  -  توهوکو شینکانسن مسیر بین توکیو و سندایی و هچینوهه (東北新幹線)
  -  یاماگاتا شینکانسن مسیر بین فوکوشیما و شینجو (山形新幹線)
- خطوط شینکانسن متعلق به جی آر، شرکت راه‌آهن مرکزی ژاپن
  -  توکائیدو شینکانسن (東海道新幹線)
- متروی توکیو، خط مارونواوچی M 17